# Focșani
Focșani (Duits, verouderd: Fokschan) is de hoofdstad van het Roemeense district Vrancea. De stad telt 79.315 inwoners (2011)  en ligt aan de rivier de Milcov, de grens tussen de historische landsdelen Walachije en Moldavië.
Focșani lag in de middeleeuwen aan de zuidgrens van het vorstendom Moldavië en ontwikkelde zich daar tot een handelscentrum op de route tussen Rusland en Zuidoost-Europa. In 1772 vond bij Focșani een congres tussen Russische en Turkse diplomaten vond dicht bij de stad in 1772 plaats. De Turken leden er in 1789 een zware nederlaag tegen de verenigde legers van de Habsburgse monarchie onder prins Frederik Jozias van Saksen-Cobourg-Saalfeld en tsaristisch Rusland onder Alexander Soevorov. In 1917 lag Focșani aan de Siretlinie, de frontlijn tussen het koninkrijk Roemenië en de centrale mogendheden. Een bestand werd ondertekend in Focșani op 9 december 1917.
Focșani ligt nabij een geologische breuk, waardoor er geregeld aardbevingen plaatsvinden. 
In de omgeving van de stad vindt wijnbouw plaats. De streekwijn staat internationaal bekend als Weisse von Fokschan. Rond Focșani worden delfstoffen als ijzer, koper, steenkool en aardolie gewonnen.

## Geboren in Focșani
- Gheorghe Tăttărescu (1820-1894),schilder
- Corneliu Ion (27 juni 1951), schutter
- Adrian Voinea (1974), tennisspeler
- George Simion (1986), nationalistisch politicus

Alba Iulia · Alexandria · Arad · Bacău · Baia Mare · Bârlad · Bistrița · Botoșani · Brașov · Brăila · Bucureşti (Boekarest) · Buzău · Călărași · Cluj-Napoca · Constanța · Craiova · Deva · Drobeta-Turnu Severin · Focșani · Galați · Giurgiu · Hunedoara · Iași · Mediaș · Oradea · Piatra Neamț · Pitești · Ploiești · Râmnicu Vâlcea · Reșița · Roman · Satu Mare · Sfântu Gheorghe · Sibiu · Slatina · Slobozia · Suceava · Târgoviște · Târgu Jiu · Târgu Mureș · Timișoara · Tulcea · Turda · Vaslui · Zalău